# Purpurclarkia
Purpurclarkia (Clarkia purpurea) är en dunörtsväxtart som först beskrevs av W. Curtis, och fick sitt nu gällande namn av A. Nels. och James Francis Macbride. Enligt Catalogue of Life ingår Purpurclarkia i släktet clarkior och familjen dunörtsväxter, men enligt Dyntaxa är tillhörigheten istället släktet clarkior och familjen dunörtsväxter. Arten förekommer tillfälligt i Sverige, men reproducerar sig inte.

## Underarter
Arten delas in i följande underarter:
- C. p. purpurea
- C. p. quadrivulnera
- C. p. viminea

## Bildgalleri

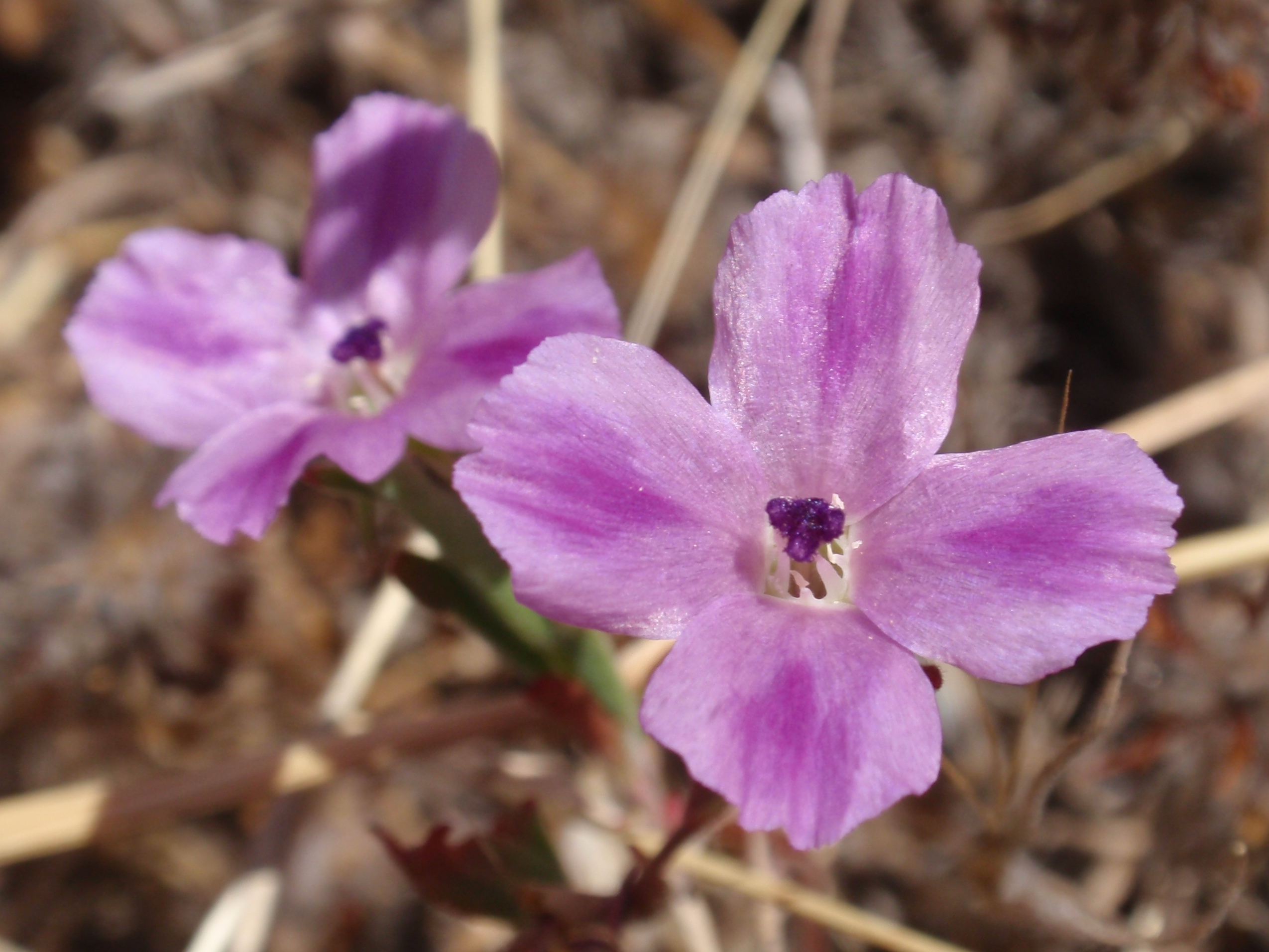
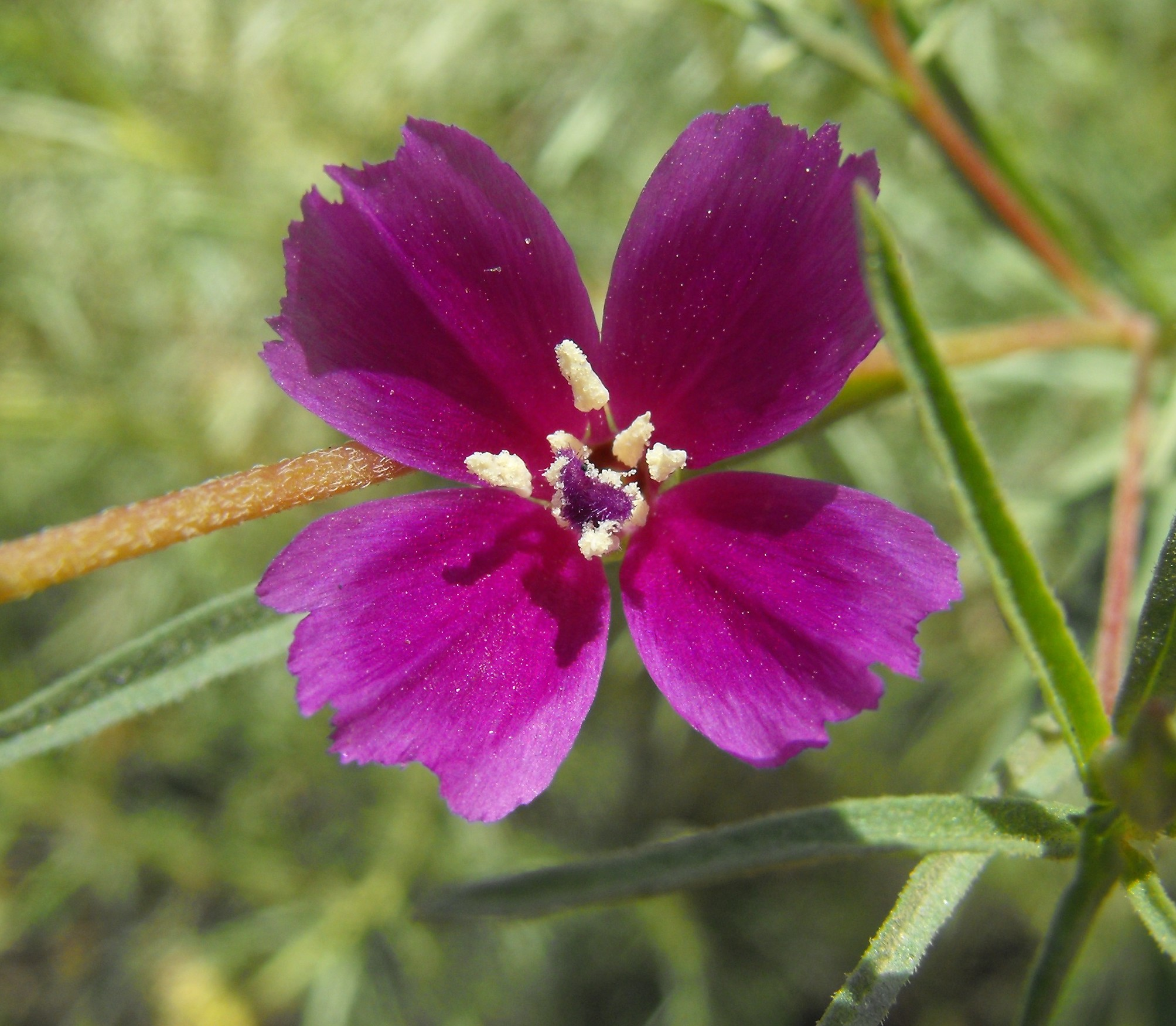
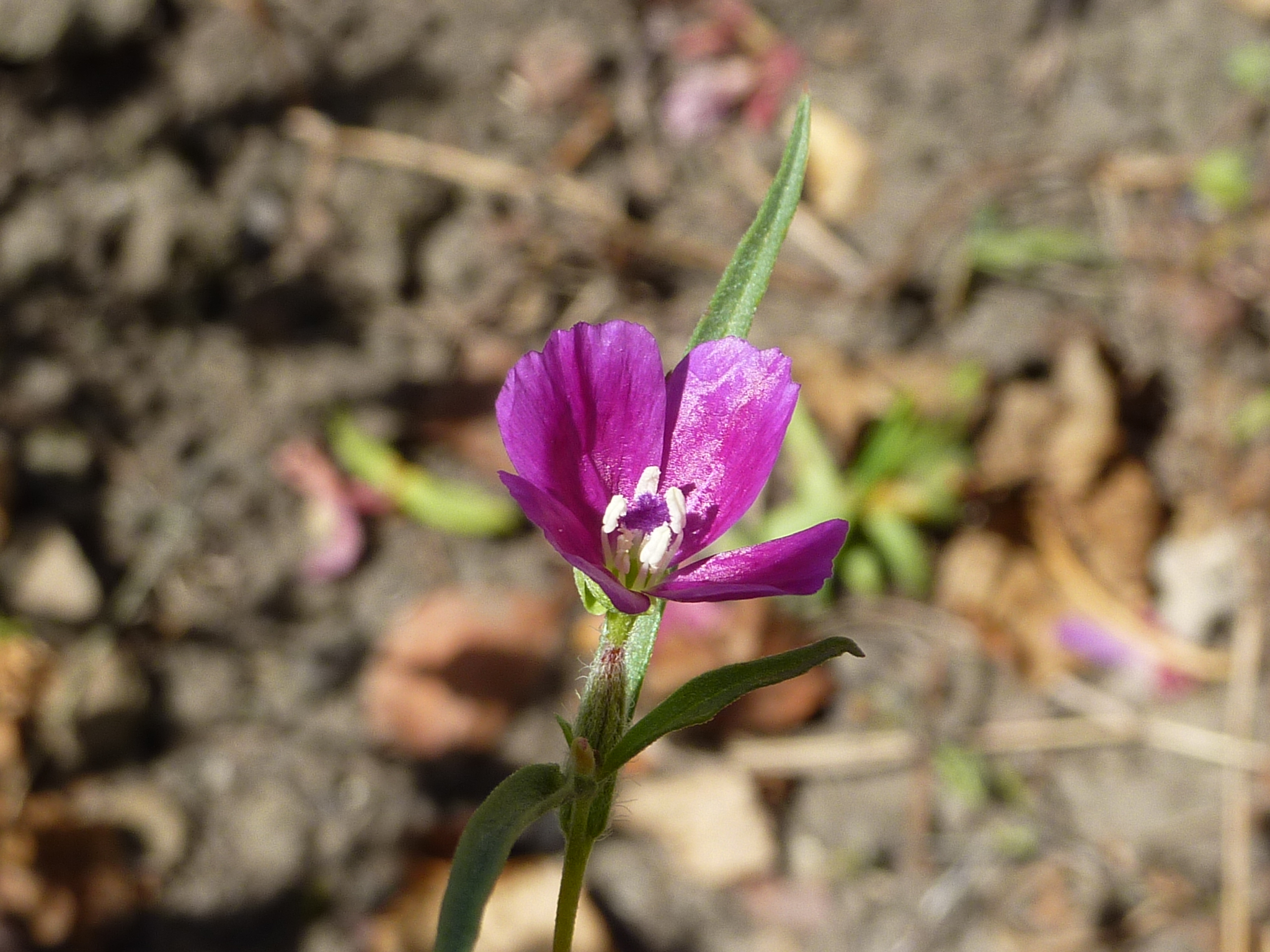
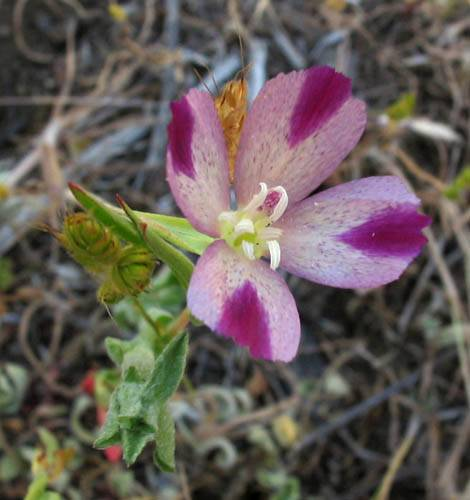